# Gerichte im Herzogtum Sachsen-Coburg und Gotha
Diese Liste behandelt die Gerichte im Herzogtum Sachsen-Coburg und Gotha. Aufgrund der Identität der Gerichte behandelt sie auch die Gerichte der Freistaaten Coburg und Sachsen-Gotha.

## Bis zur Reform von 1858
Das Herzogtum Sachsen-Coburg und Gotha entstand 1826 aus den ernestinischen Herzogtümern Sachsen-Coburg und Sachsen-Gotha.
Bis 1834 gehörte auch das Fürstentum Lichtenberg zum Herzogtum. Für die Gerichtsorganisation im Fürstentum Lichtenberg siehe Fürstentum Lichtenberg#Regierung, Verwaltung und Justizorganisation.
Die Deutsche Bundesakte regelte, dass jeder Staat ein Oberappellationsgericht einrichten musste. Die Kleinstaaten mussten gemeinsame Oberappellationsgerichte bilden. Die thüringischen Kleinstaaten, darunter Sachsen-Coburg und Gotha, schlossen sich daher zum Oberappellationsgericht Jena zusammen. Als Appellationsgerichte dienten die herzoglichen Justiz-Collegien in Coburg und Gotha. Das Justiz-Collegium Gotha war für das Fürstentum Gotha, das Justiz-Collegium Coburg für das Fürstentum Coburg zuständig. Als Eingangsgerichte dienten Landesherrliche und Städtische Gerichte sowie Patrimonialgerichte. Daneben hatten einige Behörden richterliche Funktion.

### Landesherrliche Gerichte
| Gericht                         | Ort                   | Fürstentum        | Anmerkungen |
| ------------------------------- | --------------------- | ----------------- | ----------- |
| Justizamt Gotha                 | Gotha                 | Fürstentum Gotha  |             |
| Justizamt Georgenthal           | Georgenthal           | Fürstentum Gotha  |             |
| Justizamt Ichtershausen         | Ichtershausen         | Fürstentum Gotha  |             |
| Justizamt Liebenstein           | Liebenstein           | Fürstentum Gotha  |             |
| Justizamt Tenneberg             | Schloss Tenneberg     | Fürstentum Gotha  |             |
| Justizamt Tonna                 | Tonna                 | Fürstentum Gotha  |             |
| Justizamt Volkenroda            | Volkenroda            | Fürstentum Gotha  |             |
| Justizamt Zella                 | Zella                 | Fürstentum Gotha  |             |
| Justizamt Coburg                | Coburg                | Fürstentum Coburg |             |
| Justizamt Neustadt an der Heyde | Neustadt an der Heyde | Fürstentum Coburg |             |
| Justizamt Königsberg            | Königsberg            | Fürstentum Coburg |             |
| Justizamt Rodach                | Rodach                | Fürstentum Coburg |             |
| Justizamt Sonnefeld             | Sonnefeld             | Fürstentum Coburg |             |

### Städtische Gerichte
| Gericht                        | Ort                   | Fürstentum        | Anmerkungen |
| ------------------------------ | --------------------- | ----------------- | ----------- |
| Stadtrat Gotha                 | Gotha                 | Fürstentum Gotha  |             |
| Stadtrat Waltershausen         | Waltershausen         | Fürstentum Gotha  |             |
| Stadtrat Ohrdruf               | Ohrdruf               | Fürstentum Gotha  |             |
| Stadtrat Coburg                | Coburg                | Fürstentum Coburg |             |
| Stadtrat Königsberg            | Königsberg            | Fürstentum Coburg |             |
| Stadtgericht Königsberg        | Königsberg            | Fürstentum Coburg |             |
| Stadtrat Neustadt an der Heyde | Neustadt an der Heyde | Fürstentum Coburg |             |
| Stadtrat Rodach                | Rodach                | Fürstentum Coburg |             |

### Patrimonialgerichte im Fürstentum Gotha
| Gericht                                          | Ort             | Amt                      | auch Strafgericht | Anmerkungen                            |
| ------------------------------------------------ | --------------- | ------------------------ | ----------------- | -------------------------------------- |
| Füsrtlich hohenlohesche Kanzlei zu Ohrdruf       | Ohrdruf         | Amtsbezirk Gotha         | nein              |                                        |
| Patrimonialgericht Boilstädt                     | Boilstädt       | Amtsbezirk Gotha         | nein              |                                        |
| Patrimonialgericht Großenbehringen               | Großenbehringen | Amtsbezirk Gotha         | ja                |                                        |
| Patrimonialgericht Günthersleben                 | Günthersleben   | Amtsbezirk Gotha         | ja                |                                        |
| Patrimonialgericht Kindleben                     | Kindleben       | Amtsbezirk Gotha         | ja                |                                        |
| Patrimonialgericht Oesterbehringen               | Oesterbehringen | Amtsbezirk Gotha         | ja                |                                        |
| Patrimonialgericht Remstädt                      | Remstädt        | Amtsbezirk Gotha         | nein              |                                        |
| Patrimonialgericht Sonneborn                     | Sonneborn       | Amtsbezirk Gotha         | ja                | von Wangenheimsches Patrimonialgericht |
| Patrimonialgericht Wangenheim                    | Wangenheim      | Amtsbezirk Gotha         | ja                |                                        |
| Patrimonialgericht Craula                        | Craula          | Amtsbezirk Tenneberg     | ja                |                                        |
| Patrimonialgericht Ebenheim                      | Ebenheim        | Amtsbezirk Tenneberg     | ja                |                                        |
| Patrimonialgericht Ettenhausen                   | Ettenhausen     | Amtsbezirk Tenneberg     | ja                |                                        |
| Patrimonialgericht Frankenroda                   | Frankenroda     | Amtsbezirk Tenneberg     | ja                |                                        |
| Patrimonialgericht Goßpiteroda                   | Goßpiteroda     | Amtsbezirk Tenneberg     | ja                |                                        |
| Patrimonialgericht Lauterbach                    | Lauterbach      | Amtsbezirk Tenneberg     | nein              |                                        |
| Patrimonialgericht Laucha                        | Laucha          | Amtsbezirk Tenneberg     | ja                |                                        |
| Gräfendorffsches Patrimonialgericht Mächterstädt | Mechterstädt    | Amtsbezirk Tenneberg     | ja                |                                        |
| Hopfgartsches Patrimonialgericht Mechterstädt    | Mechterstädt    | Amtsbezirk Tenneberg     | nein              |                                        |
| Patrimonialgericht Rappe                         | Rappe           | Amtsbezirk Tenneberg     | ja                |                                        |
| Patrimonialgericht Thal                          | Thal            | Amtsbezirk Tenneberg     | ja                |                                        |
| Patrimonialgericht Winterstein                   | Winterstein     | Amtsbezirk Tenneberg     | ja                |                                        |
| Patrimonialgericht Heerda                        | Heerda          | Amtsbezirk Ichtershausen | ja                |                                        |
| Patrimonialgericht Neudietendorf                 | Neudietendorf   | Amtsbezirk Ichtershausen | ja                |                                        |
| Patrimonialgericht Städten                       | Städten         | Amtsbezirk Ichtershausen | ja                |                                        |
| Patrimonialgericht Tambuchshof                   | Tambuchshof     | Amtsbezirk Ichtershausen | ja                |                                        |
| Zangemeistersches Patrimonialgericht Wölfis      | Wölfis          | Amtsbezirk Ichtershausen | ja                |                                        |
| Wangenheimsches Patrimonialgericht Wölfis        | Wölfis          | Amtsbezirk Ichtershausen | nein              |                                        |
| Patrimonialgericht Großfahner                    | Großfahner      | Amtsbezirk Tonna         | ja                |                                        |
| Patrimonialgericht Hallungen                     | Hallungen       | Amtsbezirk Tonna         | ja                |                                        |
| Patrimonialgericht Herbsleben                    | Herbsleben      | Amtsbezirk Tonna         | ja                |                                        |
| Patrimonialgericht Kettmannshausen               | Kettmannshausen | Amtsbezirk Liebenstein   | ja                |                                        |

### Patrimonialgerichte im Fürstentum Coburg
| Gericht                                  | Ort                   | Amt                              | auch Strafgericht | Anmerkungen                                                                  |
| ---------------------------------------- | --------------------- | -------------------------------- | ----------------- | ---------------------------------------------------------------------------- |
| Patrimonialgericht Ahorn                 | Ahorn                 | Amtsbezirk Coburg                |                   | von Henrich                                                                  |
| Patrimonialgericht Wüsten-Ahorn          | Wüsten-Ahorn          | Amtsbezirk Coburg                |                   | Des Magistrats zu Coburg Patrimonialgericht                                  |
| Patrimonialgericht Bertelsdorf           | Bertelsdorf           | Amtsbezirk Coburg                |                   |                                                                              |
| Patrimonialgericht Bauerfeld             | Bauerfeld             | Amtsbezirk Coburg                |                   | Oppelsches Patrimonialgericht                                                |
| Patrimonialgericht Bauerfeld             | Bauerfeld             | Amtsbezirk Coburg                |                   | Lorenzsches Patrimonialgericht                                               |
| Patrimonialgericht Birkach               | Birkach               | Amtsbezirk Coburg                |                   |                                                                              |
| Patrimonialgericht Callenberg            | Callenberg            | Amtsbezirk Coburg                |                   | Herzoglich Sachsen-Coburgsches Kammerguts-, Erb- und Vogteigericht           |
| Patrimonialgericht Creidlitz             | Creidlitz             | Amtsbezirk Coburg                |                   | Des Magistrats zu Coburg Patrimonialgericht                                  |
| Patrimonialgericht Creidlitz             | Creidlitz             | Amtsbezirk Coburg                |                   | Schelersches Patrimonialgericht                                              |
| Patrimonialgericht Dörfles               | Dörfles               | Amtsbezirk Coburg                |                   |                                                                              |
| Patrimonialgericht Eichhof               | Eichhof               | Amtsbezirk Coburg                |                   |                                                                              |
| Patrimonialgericht Finkenau              | Finkenau              | Amtsbezirk Coburg                |                   |                                                                              |
| Patrimonialgericht Nieder-Füllbach       | Niederfüllbach        | Amtsbezirk Coburg                |                   |                                                                              |
| Patrimonialgericht Grub am Forst         | Grub am Forst         | Amtsbezirk Coburg                |                   |                                                                              |
| Patrimonialgericht Groß-Heyrath          | Groß-Heyrath          | Amtsbezirk Coburg                |                   |                                                                              |
| Patrimonialgericht Hof an der Steinach   | Hof an der Steinach   | Amtsbezirk Coburg                |                   |                                                                              |
| Patrimonialgericht Hohenstein            | Hohenstein            | Amtsbezirk Coburg                |                   |                                                                              |
| Patrimonialgericht Kößfeld               | Kösfeld               | Amtsbezirk Coburg                |                   |                                                                              |
| Patrimonialgericht Moggenbrunn           | Moggenbrunn           | Amtsbezirk Coburg                |                   |                                                                              |
| Patrimonialgericht Neuhof                | Neuhof                | Amtsbezirk Coburg                |                   |                                                                              |
| Patrimonialgericht Neuses                | Neuses                | Amtsbezirk Coburg                |                   | Fischersches Patrimonialgericht                                              |
| Patrimonialgericht Neuses                | Neuses                | Amtsbezirk Coburg                |                   | Patrimonialgericht des Magistrats zu Coburg                                  |
| Patrimonialgericht Neuses                | Neuses                | Amtsbezirk Coburg                |                   | Dressel-Schnetter- und Sembachsches Patrimonialgericht                       |
| Patrimonialgericht Unter-Siemau          | Unter-Siemau          | Amtsbezirk Coburg                |                   |                                                                              |
| Patrimonialgericht Ober-Siemau           | Ober-Siemau           | Amtsbezirk Coburg                |                   |                                                                              |
| Patrimonialgericht Scherneck             | Scherneck             | Amtsbezirk Coburg                |                   | Greinersches Patrimonialgericht (siehe auch Schloss Scherneck (Untersiemau)) |
| Patrimonialgericht Scherneck             | Scherneck             | Amtsbezirk Coburg                |                   | von Redwitzsches Patrimonialgericht                                          |
| Patrimonialgericht Scheuerfeld           | Scheuerfeld           | Amtsbezirk Coburg                |                   |                                                                              |
| Patrimonialgericht Triebsdorf            | Triebsdorf            | Amtsbezirk Coburg                |                   |                                                                              |
| Patrimonialgericht Weißenbrunn am Forst  | Weißenbrunn am Forst  | Amtsbezirk Coburg                |                   |                                                                              |
| Patrimonialgericht Weißenbrunn vorm Wald | Weißenbrunn vorm Wald | Amtsbezirk Coburg                |                   |                                                                              |
| Patrimonialgericht Ziegelsdorf           | Ziegelsdorf           | Amtsbezirk Coburg                |                   |                                                                              |
| Patrimonialgericht Birkig                | Birkig                | Amtsbezirk Neustadt an der Heyde |                   |                                                                              |
| Patrimonialgericht Blumenrod             | Blumenrod             | Amtsbezirk Neustadt an der Heyde |                   |                                                                              |
| Patrimonialgericht Ebersdorf             | Ebersdorf             | Amtsbezirk Neustadt an der Heyde |                   |                                                                              |
| Patrimonialgericht Einberg               | Einberg               | Amtsbezirk Neustadt an der Heyde |                   |                                                                              |
| Patrimonialgericht Hassenberg            | Hassenberg            | Amtsbezirk Neustadt an der Heyde |                   |                                                                              |
| Patrimonialgericht Wildenheyd            | Wildenheid            | Amtsbezirk Neustadt an der Heyde |                   |                                                                              |
| Patrimonialgericht Ahlstadt              | Ahlstadt              | Amtsbezirk Rodach                |                   |                                                                              |
| Patrimonialgericht Breitenau             | Breitenau             | Amtsbezirk Rodach                |                   |                                                                              |
| Patrimonialgericht Elsa                  | Elsa                  | Amtsbezirk Rodach                |                   | Patrimonialgericht des Gymnasiums zu Coburg                                  |
| Patrimonialgericht Elsa                  | Elsa                  | Amtsbezirk Rodach                |                   | Flurschutzsches Patrimonialgericht                                           |
| Patrimonialgericht Gauerstadt            | Gauerstadt            | Amtsbezirk Rodach                |                   | Herzoglich Sachsen-Coburgsches Kammerguts-, Erb- und Voigtengericht          |
| Patrimonialgericht Gauerstadt            | Gauerstadt            | Amtsbezirk Rodach                |                   | Schönersches Patrimonialgericht                                              |
| Patrimonialgericht Heldritt              | Heldritt              | Amtsbezirk Rodach                |                   | Patrimonialgericht der Gemeinde Heldritt                                     |
| Patrimonialgericht Heldritt              | Heldritt              | Amtsbezirk Rodach                |                   | von Hendrisches Patrimonialgericht                                           |
| Patrimonialgericht Meeder                | Meeder                | Amtsbezirk Rodach                |                   | Meyersches Patrimonialgericht                                                |
| Patrimonialgericht Meeder                | Meeder                | Amtsbezirk Rodach                |                   | Bergnersches Patrimonialgericht                                              |
| Patrimonialgericht Meeder                | Meeder                | Amtsbezirk Rodach                |                   | Glasersches Patrimonialgericht                                               |
| Patrimonialgericht Elsa                  | Elsa                  | Amtsbezirk Rodach                |                   | Flurschutzsches Patrimonialgericht                                           |
| Patrimonialgericht Neida                 | Neida                 | Amtsbezirk Rodach                |                   |                                                                              |
| Patrimonialgericht Oettingshausen        | Oettingshausen        | Amtsbezirk Rodach                |                   |                                                                              |
| Patrimonialgericht Ottowind              | Ottowind              | Amtsbezirk Rodach                |                   |                                                                              |
| Patrimonialgericht Rodach                | Rodach                | Amtsbezirk Rodach                |                   |                                                                              |
| Patrimonialgericht Roßfeld               | Roßfeld               | Amtsbezirk Rodach                |                   | von Hendrichsches Patrimonialgericht                                         |
| Patrimonialgericht Roßfeld               | Roßfeld               | Amtsbezirk Rodach                |                   | von Heßbergsches Patrimonialgericht                                          |
| Patrimonialgericht Rottenbach            | Rottenbach            | Amtsbezirk Rodach                |                   |                                                                              |
| Patrimonialgericht Großwalbur            | Großwalbur            | Amtsbezirk Rodach                |                   | Patrimonialgericht des Stadtrats von Rodach                                  |
| Patrimonialgericht Großwalbur            | Großwalbur            | Amtsbezirk Rodach                |                   | Cyriacisches Patrimonialgericht                                              |
| Patrimonialgericht Großwalbur            | Großwalbur            | Amtsbezirk Rodach                |                   | Schnetter- und Federsches Patrimonialgericht                                 |
| Patrimonialgericht Klein-Walbur          | Klein-Walbur          | Amtsbezirk Rodach                |                   |                                                                              |
| Patrimonialgericht Wiesenfeld            | Wiesenfeld            | Amtsbezirk Rodach                |                   | Patrimonialgericht der Scheres-Ziertzschen Stiftung zu Wiesenfeld            |
| Patrimonialgericht Wiesenfeld            | Wiesenfeld            | Amtsbezirk Rodach                |                   | Albrechtsches Patrimonialgericht                                             |
| Patrimonialgericht Wiesenfeld            | Wiesenfeld            | Amtsbezirk Rodach                |                   | Zitelsches Patrimonialgericht                                                |
| Patrimonialgericht Wiesenfeld            | Wiesenfeld            | Amtsbezirk Rodach                |                   | Heldsches Patrimonialgericht                                                 |
| Patrimonialgericht Waidhausen            | Waidhausen            | Amtsbezirk Sonnefeld             |                   | Erb- und Vogtengericht                                                       |
| Patrimonialgericht Dörflis               | Dörflis               | Amtsbezirk Königsberg            |                   |                                                                              |
| Patrimonialgericht Hellingen             | Hellingen             | Amtsbezirk Königsberg            |                   | Gräflich von Loudenhovensches Patrimonialgericht                             |
| Patrimonialgericht Hellingen             | Hellingen             | Amtsbezirk Königsberg            |                   | Freiherrlich von Truchfessches Patrimonialgericht                            |

Nach der Märzrevolution wurde die Patrimonialgerichtsbarkeit 1849 mit dem Gesetz, die Aufhebung der Patrimonialgerichte betreffend, vom 7. Februar 1849 aufgehoben.

### Behörden mit Gerichtsfunktion
Das Obermarschall-Amt in Coburg war Eingangsgericht in Zivilsachen für die Hofdiener. Es bestanden Militärgerichte in Gotha und Coburg. Diese waren Eingangsgericht in Zivilsachen für die Militärpersonen und Ermittlungsinstanzen in Strafsachen. In Strafsachen wurde ein Kriegsgericht zur Aburteilung gebildet. An den Sitzen der Justizämter bestanden Forstämter, die in Wald- und Wildfrevelssachen entschieden. Für Urteile in bergrechtlichen Angelegenheiten waren die Bergämter in Henneberg und Liebenstein zuständig. Daneben bestanden eine Vielzahl geistlicher Untergerichte, die Eingangsgerichte für die Geistlichkeit und in Ehesachen waren.

## Die Justiz- und Verwaltungsreform 1858
1858 erfolgte die Trennung der Rechtsprechung von der Verwaltung. An der Spitze des Instanzenzuges stand weiterhin das Oberappellationsgericht Jena.  Darunter stand das Appellationsgericht Gotha (ab 1863: Appellationsgericht Eisenach), dem zwei Kreisgerichte (Kreisgericht Coburg und Kreisgericht Gotha) und darunter Justizämter zugeordnet waren.
| Gericht                         | Ort                 | Kreisgericht        | Anmerkungen         |
| ------------------------------- | ------------------- | ------------------- | ------------------- |
| Justizamt Coburg I              | Coburg              | Kreisgericht Coburg | für den Stadtbezirk |
| Justizamt Coburg II             | Coburg              | Kreisgericht Coburg | für den Landbezirk  |
| Justizamt Neustadt an der Heyde | Neustadt bei Coburg | Kreisgericht Coburg |                     |
| Justizamt Rodach                | Rodach              | Kreisgericht Coburg |                     |
| Justizamt Sonnefeld             | Sonnefeld           | Kreisgericht Coburg |                     |
| Justizamt Königsberg            | Königsberg          | Kreisgericht Coburg |                     |
| Stadtgericht Gotha              | Gotha               | Kreisgericht Gotha  |                     |
| Justizamt Gotha                 | Gotha               | Kreisgericht Gotha  |                     |
| Justizamt Tenneberg             | Schloss Tenneberg   | Kreisgericht Gotha  |                     |
| Justizamt Georgenthal           | Georgenthal         | Kreisgericht Gotha  |                     |
| Justizamt Ohrdruf               | Ohrdruf             | Kreisgericht Gotha  |                     |
| Justizamt Tonna                 | Tonna               | Kreisgericht Gotha  |                     |
| Justizamt Liebenstein           | Liebenstein         | Kreisgericht Gotha  |                     |
| Justizamt Thal                  | Thal                | Kreisgericht Gotha  |                     |
| Justizamt Ichtershausen         | Ichtershausen       | Kreisgericht Gotha  |                     |
| Justizamt Wangenheim            | Friedrichswerth     | Kreisgericht Gotha  |                     |
| Justizamt Zella                 | Zella               | Kreisgericht Gotha  |                     |
| Justizamt Volkenroda            | Volkenroda          | Kreisgericht Gotha  |                     |
| Justizamt Nazza                 | Nazza               | Kreisgericht Gotha  |                     |

## Nach der Einführung der Reichsjustizgesetze 1879
Nach der Einführung der Reichsjustizgesetze 1879 entstand die Gerichtsstruktur, die bis zum Ende des Staates Bestand haben sollte. An der Spitze des Instanzenzugs stand nun das Reichsgericht, dem das Gemeinschaftliche Thüringische Oberlandesgericht Jena nachgeordnet war. Das Herzogtum Coburg gehörte zum Landgericht Meiningen, das Herzogtum Gotha zum Landgericht Gotha. Darunter befanden sich folgende Amtsgerichte:
| Gericht                 | Ort                 | Landgericht           | Anmerkungen |
| ----------------------- | ------------------- | --------------------- | ----------- |
| Amtsgericht Coburg      | Coburg              | Landgericht Meiningen |             |
| Amtsgericht Neustadt    | Neustadt bei Coburg | Landgericht Meiningen |             |
| Amtsgericht Sonnefeld   | Sonnefeld           | Landgericht Meiningen |             |
| Amtsgericht Königsberg  | Königsberg          | Landgericht Meiningen |             |
| Amtsgericht Gotha       | Gotha               | Landgericht Gotha     |             |
| Amtsgericht Tonna       | Tonna               | Landgericht Gotha     |             |
| Amtsgericht Ohrdruf     | Ohrdruf             | Landgericht Gotha     |             |
| Amtsgericht Liebenstein | Liebenstein         | Landgericht Gotha     |             |
| Amtsgericht Zella       | Zella               | Landgericht Gotha     |             |
| Amtsgericht Tenneberg   | Waltershausen       | Landgericht Gotha     |             |
| Amtsgericht Wangenheim  | Friedrichswerth     | Landgericht Gotha     |             |

## Andere Gerichtszweige
1899 wurde mit Gesetz und Ministerialbekanntmachung, betr. die Errichtung eines Verwaltungsgerichtshofes vom 14. November 1899 der Verwaltungsgerichtshof Gotha als Verwaltungsgericht geschaffen. 1912 wurde per Staatsvertrag das gemeinsame Thüringisches Oberverwaltungsgericht mit Sitz in Jena errichtet.
Ab 1904 wurden Kaufmannsgerichte eingerichtet.